# Raumbildender Ausbau
Der raumbildende Ausbau ist die Bezeichnung für eingebaute, überwiegend individuell angefertigte Möbel, Wandverkleidungen und Trockenbau, bzw. die Kombination aus allen Dreien und ist mit dem Bauwerk fest verbunden. Der raumbildende Ausbau ist eine Teildisziplin des Innenausbaus. Er schafft allerdings auch Räume und beschränkt sich nicht allein auf die Verkleidung der Oberflächen. 

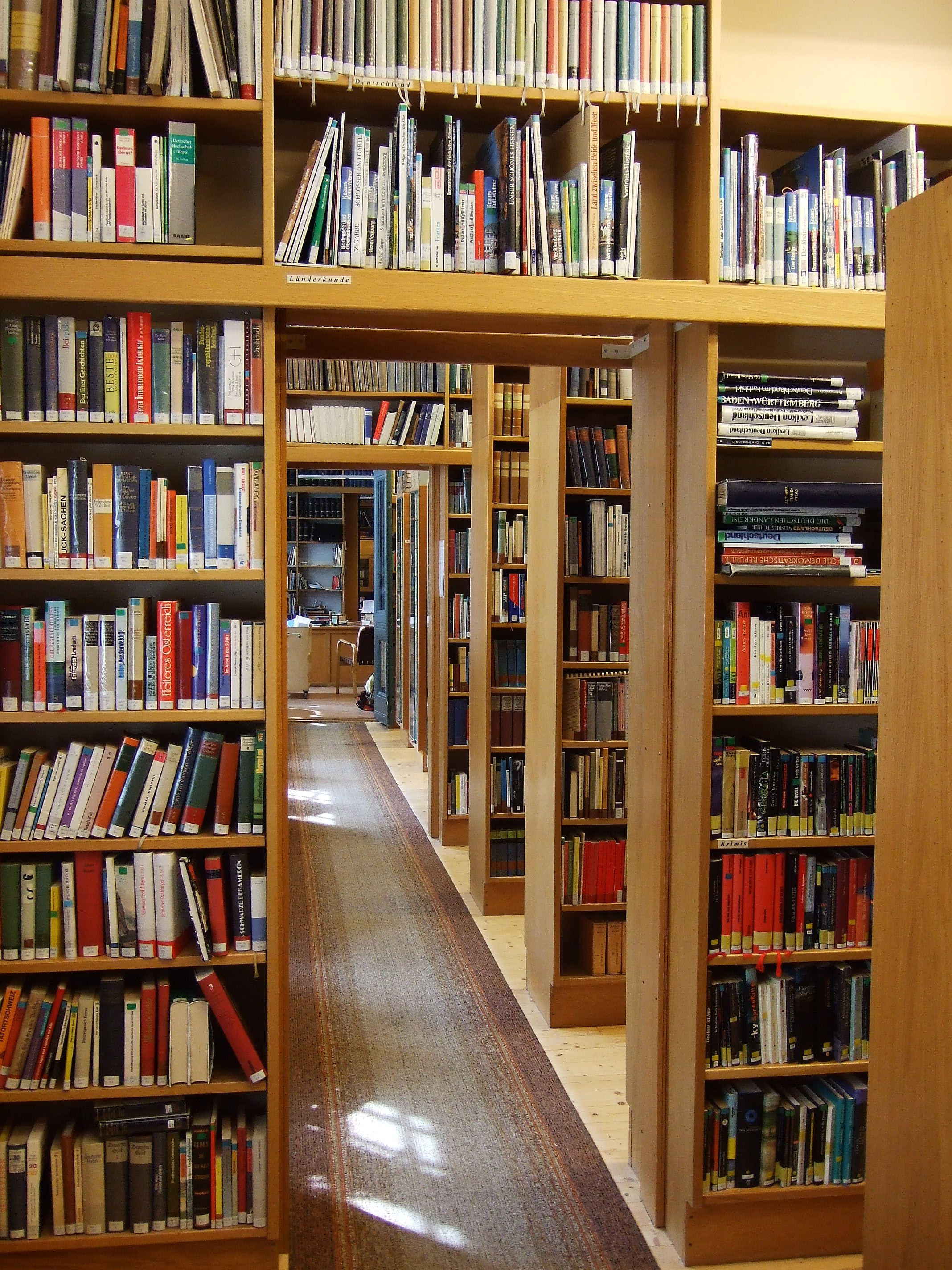
Regalwände in der Deutschen Bibliothek in Helsinki

## Einsatzbereiche
Der raumbildende Ausbau kommt in allen Bereichen zum Einsatz, in denen spezielle Anforderungen an das Mobiliar oder den Raum gestellt werden, die durch Standardmöbel nicht erfüllt werden können. Meist erfolgt eine individuelle Anfertigung. 
Typische Beispiele für den Raumbildenden Ausbau sind:
- Mobiliar unter Dachschrägen und Treppen
- festeingebaute Schränkewände
- Raumteiler
- großflächige Regalwände und Bibliotheken
- Ankleiden, begehbare Kleiderschränke
- Küchen
- Bäder

## Planung und Ausführung
Der raumbildende Innenausbau wird im Regelfall durch den Architekten oder Innenarchitekten geplant. Bei der Planung können den Möbeln besondere Funktionen zugewiesen werden.  Bei hoher Planungstiefe entstehen multifunktionale Ausbauten, die folgende Elemente vereinen können: 
- Elektrik (Licht, Multimedia, Bildschirme)
- Haustechnik (Wasser, Abwasser, Strom)
- Stauraum
- Erschließung (Schiebe-/ Türen)

Auf Grundlage von Architektenentwürfen entwickelt z. B. der Tischler Werkpläne und nach erneuter Prüfung durch den Innen- /Architekten werden in der Werkstatt die Ausbauelemente vorgefertigt und nach dem Transport an ihrem Bestimmungsort verbaut.